# ピエール・ギロー
ピエール・ギロー（Pierre Guiraud 1912年9月26日 - 1983年2月2日）は、フランスの言語学者。1963年ニース大学教授。

## 訳書
- 『意味論 ことばの意味』佐藤信夫訳 白水社 文庫クセジュ 1958、改訳1990
- 『文体論 ことばのスタイル』佐藤信夫訳 白水社 1959
- 『文法』島岡茂訳 白水社 文庫クセジュ 1959
- 『フランスの成句』窪川英水・三宅徳嘉共訳 白水社 文庫クセジュ 1962、改訳1987
- 『フランス詩法』窪田般弥訳 白水社 文庫クセジュ 1971
- 『記号学 意味作用とコミュニケイション』佐藤信夫訳 白水社 文庫クセジュ 1972
- 『言葉遊び』中村栄子訳 白水社 文庫クセジュ 1979
- 『言語と性 文化記号論の試み』中村栄子訳 白水社 1982